# Peter Sloterdijk
Peter Sloterdijk [ˈpeːtɐ ˈsloːtɐˌdaɪk], né le 26 juin 1947 à Karlsruhe, est un philosophe et essayiste allemand. Professeur de philosophie et d’esthétique à la Hochschule für Gestaltung de Karlsruhe, il fut recteur (Rektor) du même établissement entre 2001 et 2015. Il enseigne aussi à l’Académie des beaux-arts de Vienne.

## Biographie
Son père est néerlandais et sa mère allemande. De 1968 à 1974, Sloterdijk suit des études de philosophie, d’histoire et de littérature allemande à l’université de Munich. En 1975, il soutient une thèse sur la philosophie et l’histoire de l’autobiographie à l’université de Hambourg. Par la suite, il entreprend, avec succès, une carrière d’écrivain à quoi s’ajoutent, à partir de 1992, des enseignements aux universités de Vienne et de Karlsruhe.
Son premier essai philosophique, Critique de la raison cynique (Kritik der zynischen Vernunft), publié en 1983, bat le record de vente pour un livre de philosophie écrit en allemand et fut traduit en trente-deux langues. L’ouvrage est salué par Jürgen Habermas qui le considère comme l’« événement le plus important depuis 1945 ». Sloterdijk reçoit le prix littéraire Ernst-Robert-Curtius en 1993 et accroît sa renommée en enseignant, entre autres, à Paris, Zurich et New York.
À partir de 1998, Sloterdijk commence sa trilogie Sphères, qui fait de lui un personnage reconnu dans le monde des lettres germaniques. À cela s’ajoutent des capacités pédagogiques et une clarté de propos qui lui permettent d’animer, de 2002 à 2012, en collaboration avec Rüdiger Safranski, l’émission télévisuelle philosophico-littéraire Glashaus: Philosophische Quartett (« Maison de verre : le quatuor philosophique ») sur la chaîne ZDF.
En septembre 1999, il publie le texte d’une conférence intitulée « Règles pour le parc humain : une lettre en réponse à la Lettre sur l’humanisme de Heidegger » dans l’hebdomadaire Die Zeit, ce qui donne lieu à un scandale très médiatisé. Le philosophe y propose une réflexion sur l’humanisme, la génétique et les problèmes posés par ce qu’il nomme la « domestication de l’être humain ». L’emploi du mot « Selektion » (très chargé de connotations en Allemagne depuis le nazisme) dans son texte lui vaut d’être sévèrement critiqué, notamment par Habermas. Le terme est employé deux fois dans la conférence, dans le contexte de la « sélection natale », et mis en parallèle avec le mot « Lektion » (« leçon »), par analogie avec « Auslesen » (le « choix » de l’anthologie).
La controverse s’est également poursuivie en France où Sloterdijk — qui s'exprime parfaitement en français — reçoit l’appui notamment de son traducteur Olivier Mannoni, de Bruno Latour, Éric Alliez, Jean Baudrillard et Régis Debray.
Il est nommé président (Rektor) de l’Académie des arts et des médias (Hochschule für Gestaltung) de Karlsruhe en 2001. En 2005 lui est confiée la chaire Emmanuel-Levinas à Strasbourg pour deux semestres. La même année, il dénonce le « non » français à la constitution européenne.
En 2006, il gravit le mont Ventoux à vélo, sport qu’il pratique en amateur, roulant plusieurs milliers de kilomètres par an. Cette passion l’a conduit à réfléchir sur le dopage et la « théologie » du cyclisme évoqués par Roland Barthes dans ses Mythologies.
Il est, en 2007, nommé membre de l’Académie des arts de Berlin dans la section Littérature.
Il est invité à occuper la chaire annuelle « L'invention de l’Europe par les langues et les cultures » du Collège de France pour l'année 2023-2024.

### Prix
- 1993 : Ernst-Robert-Curtius-Preis für Essayistik (prix attribué à un essai) ;
- 2000 : Friedrich-Märker-Preis für Essayistik (prix attribué à un essai) ;
- 2001 : Christian-Kellerer-Preis für die Zukunft philosophischer Gedanken (prix pour la pensée philosophique de l’avenir) ;
- 2005 : Wirtschaftsbuchpreis der Financial Times Deutschland (prix du livre d’économie) ;
- 2005 : Prix Sigmund-Freud pour la prose scientifique ;
- 2008 : Lessing-Preis für Kritik (prix pour la critique) ;
- 2008 : Cicero-Rednerpreis (prix attribué à un conférencier) ;
- 2008 : Prix européen de l’essai Charles-Veillon.

## Pensée
La Critique de la raison cynique s'inspire de la philosophie de Martin Heidegger, critique des Lumières, au profit du cynisme. Dans Colère et Temps (2007), il juge les partis politiques et les syndicats, dépositaires de la colère, comme l'argent dans une banque. Il refuse, en revanche, dans La Folie de Dieu (2008), de faire de la religion une « banque de vengeance métaphysique ». Dans Tu dois changer ta vie ! (2011), il en appelle a une anthropotechnique de la vie en exercice.

## Publications

### Ouvrages traduits en français
- Critique de la raison cynique, 1987 (Kritik der zynischen Vernunft, 1983), éd. Christian Bourgois, 2000  (ISBN 2267005271)
- L’Arbre magique. La naissance de la psychanalyse en l’an 1785, 1987, traduit par Jeanne Etoré (Der Zauberbaum. Die Entstehung der Psychoanalyse im Jahr 1785)
- Le Penseur sur scène, 1990 (Der Denker auf der Bühne. Friedrich Nietzsches Materialismus, 1986)
- La Mobilisation infinie : vers une critique de la cinétique politique, 2000 (Eurotaoismus. Zur Kritik der politischen Kinetik, 1989)
- Dans le même bateau : essai sur l’hyperpolitique, 1997, traduit par Pierre Deshusses (Im selben Boot. Versuch über die Hyperpolitik, 1993)[12]
- Si l’Europe s’éveille : réflexions sur le programme d’une puissance mondiale à la fin de l’ère de son absence politique, Mille et une nuits, 2003, traduit par Olivier Mannoni (Falls Europa erwacht. Gedanken zum Programm einer Weltmacht am Ende des Zeitalters ihrer politischen Absence, 1994)
- Règles pour le parc humain, Mille et une nuits, 2000, traduit par Olivier Mannoni (Regeln für den Menschenpark. Ein Antwortschreiben zu Heideggers Brief über den Humanismus, 1999)
- La Domestication de l’Être : pour un éclaircissement de la clairière, Mille et une nuits, 2000 (Die Domestikation des Seins : Für eine Verdeutlichung der Lichtung) ; traduit par Olivier Mannoni
- La Compétition des bonnes nouvelles, Mille et une nuits, 2002, traduit par Olivier Mannoni (Über die Verbesserung der guten Nachricht. Nietzsches fünftes ’Evangelium’, 2000)
- L’Heure du crime et le temps de l’œuvre d’art, 2000, traduit par Olivier Mannoni (Nicht gerettet. Versuche nach Martin Heidegger, 2000)
- Sphères[13]

1. Bulles, microsphérologie, Pauvert, 2002
2. Globes, macrosphérologie, Maren Sell, 2010
3. Écumes, sphérologie plurielle, Maren Sell, 2005

- Derrida, un Égyptien, Maren Sell, 2006, traduit par Olivier Mannoni
- Le Palais de Cristal. À l’intérieur du capitalisme planétaire, Maren Sell, 2006, traduit par Olivier Mannoni (Im Weltinnenraum des Kapitals. Für eine philosophische Theorie der Globalisierung, Francfort/M., Suhrkamp, 2005)
- Colère et Temps. Essai politico-psychologique, éditions Maren Sell, 2007, traduit par Olivier Mannoni

Prix européen de l'essai Charles-Veillon en 2008.
- Théorie des après-guerres, remarque sur les relations franco-allemandes depuis 1945 (Theorie der Nachkriegszeiten: Bemerkungen zu den deutsch-französischen Beziehungen seit 1945), éditions Maren Sell, 2008, traduit par Olivier Mannoni
- La Folie de Dieu. Du combat des trois monothéismes, Libella-Maren Sell, 2008 (Gottes Eifer. Vom Kampf der drei Monotheismen. Verlag der Weltreligionen im Insel Verlag, 2007), traduit par Olivier Mannoni
- Essai d’intoxication volontaire, suivi de L’Heure du crime et le temps de l’œuvre d’art, éditions Fayard, 2010 ; traduit par Olivier Mannoni
- Tu dois changer ta vie ! [« Du mußt dein Leben ändern »]  (trad. Olivier Mannoni), Maren Sell, 2011
- Repenser l'impôt. Pour une éthique du don démocratique [« Die nehmende Hand und die gebende Seite: Beiträge zu einer Debatte über die demokratische Neubegründung von Steuern »]  (trad. Olivier Mannoni), Libella-Maren Sell, 2012
- Les Lignes et les Jours (notes 2008-2011) [« Zeilen und Tage. Notizen 2008–2011 »]  (trad. Olivier Mannoni), Libella-Maren Sell, 2014
- Ma France  (trad. Olivier Mannoni), Buchet Chastel, 2015, 400 p. (ISBN 978-2-2830-2813-1)
- Après nous le déluge. Les Temps modernes comme expérience antigénéalogique [« Die schrecklichen Kinder der Neuzeit »]  (trad. de l'allemand par Olivier Mannoni), Paris, Payot, coll. « Essais Payot », 2016, 512 p. (ISBN 978-2-228-91640-0)[14]
- Réflexes primitifs : considérations psychopolitiques sur les inquiétudes européennes  (trad. de l'allemand par Olivier Mannoni), Paris, Payot, 2019 (ISBN 978-2-228-92361-3)
- Faire parler le ciel : de la théopoésie [« Den Himmel zum Sprechen bringen: Elemente der Theopoesie »]  (trad. de l'allemand par Olivier Mannoni), Éditions Payot & Rivages, 2021, 400 p. (ISBN 978-2-228-92798-7)[a]
- Gris : une théorie politique des couleurs [« Wer noch kein Grau gedacht hat. Ein Farbenlehre. »]  (trad. de l'allemand par Olivier Mannoni), Éditions Payot & Rivages, 2023, 336 p. (ISBN 978-2-228-93296-7)
- Le remords de Prométhée : Du don du feu à la destruction mondiale par le feu [« Die Reue des Promotheus. Von der Gabe des Feuers zur globalen Brandstiftung »]  (trad. de l'allemand par Olivier Mannoni), Éditions Payot & Rivages, 2023, 128 p. (ISBN 978-2-228-93390-2)

#### Ouvrages en collaboration
- Avec Carlos Oliveira, Selbstversuch, 1993. Essai d’intoxication volontaire, traduit par Olivier Mannoni, Pluriel ; édition revue et augmentée, 2010
- Avec Hans-Jürgen Heinrichs, Ni le soleil ni la mort : jeu de piste sous forme de dialogue avec Hans Jürgen Heinrichs, Pauvert, 2003, traduit par Olivier Mannoni (Die Sonne und der Tod. Dialogische Untersuchungen, 2001)
- Avec Alain Finkielkraut, Les Battements du monde. Diagnostic sur le temps présent, 2003 (Was zählt, kehrt wieder, 2004)
- Jours de colère - L’esprit du capitalisme (en collaboration avec Pierre Dockès, Francis Fukuyama, Marc Guillaume), Descartes et Cie, 2009

### Ouvrages non traduits
- Ein epischer Versuch zur Philosophie der Psychologie, 1985
- Kopernikanische Mobilmachung und ptolemäische Abrüstung, 1987
- Zur Sprache kommen - Zur Welt kommen, Frankfurter Poetik-Vorlesungen, 1988
- Versprechen auf Deutsch. Rede über das eigene Land, 1990
- Medien-Zeit. Drei gegenwartsdiagnostische Versuche, 1993
- Weltfremdheit, 1993
- Der starke Grund, zusammen zu sein. Erinnerungen an die Erfindung des Volkes, 1998
- Die Verachtung der Massen. Versuch über Kulturkämpfe in der modernen Gesellschaft, 2000
- Das Menschentreibhaus. Stichworte zur historischen und prophetischen Anthropologie, 2001
- Luftbeben. An den Wurzeln des Terrors, 2002
- Streß und Freiheit, Suhrkamp (Sonderdruck, Text der fünften Berliner Rede zur Freiheit), Berlin 2011  (ISBN 978-3-518-06207-4)
- Im Schatten des Sinai. Fußnote über Ursprünge und Wandlungen totaler Mitgliedschaft, Berlin, Suhrkamp, 2013  (ISBN 978-3-518-12672-1)
- Was geschah im 20. Jahrhundert?, Berlin, Suhrkamp, 2017  (ISBN 978-3518467817)